# Jan Szymczyk
Jan Szymczyk (ur. 19 czerwca 1963 w Nowym Mieście nad Pilicą, zm. 15 listopada 2020) – polski duchowny rzymskokatolicki i socjolog, prof. dr hab.

## Życiorys
W 1989 ukończył studia teologiczne w Wyższym Seminarium Duchownym w Sandomierzu. Święcenia kapłańskie przyjął 20 maja 1989. Od 1992 był diecezjalnym duszpasterzem akademickim w Radomiu.
25 czerwca 1996 obronił pracę doktorską Zasada dobra wspólnego w ujęciu przedstawicieli Szkoły Lubelskiej, napisaną pod kierunkiem Stanisława Kowalczyka. W tym samym roku został zatrudniony w Katedrze Filozofii Społecznej w Instytucie Socjologii Katolickiego Uniwersytetu Lubelskiego Jana Pawła II. 8 marca 2007 habilitował się na podstawie pracy zatytułowanej W świecie ludzkich kreacji. Stanisława Ossowskiego koncepcja rzeczywistości społecznej. W roku akademickim 2007/2008 był kierownikiem Katedry Socjologii Ruchów Społecznych KUL, od 2008 kierował Katedrą Makrostruktur Społecznych( po zmianach nazw Katedrą Makrostruktur i Ruchów Społecznych, następnie Katedrą Socjologii Struktur, Procesów Społecznych i Pracy Socjalnej). Był zatrudniony na stanowisku profesora uczelni w Instytucie Nauk Socjologicznych (wcześniej Instytutu Socjologii na Wydziale Nauk Społecznych Katolickiego Uniwersytetu Lubelskiego Jana Pawła II, w październiku 2020 został dyrektorem tegoż Instytutu
Był członkiem Zespołu Kierunków Studiów Społecznych i Prawnych Państwowej Komisji Akredytacyjnej, od 2016 zasiadła w Radzie Centrum Badania Opinii Społecznej.
W 2012 został odznaczony Medalem Komisji Edukacji Narodowej.